# Pseudalsophis hephaestus
Pseudalsophis hephaestus — вид змій родини полозових (Colubridae). Ендемік Галапагоських островів. Вид названий на честь англійського натураліста Чарлза Дарвіна, автора Походження видів.

## Поширення і екологія
Pseudalsophis hephaestus мешкають на островах Сантьяго  і Рабіда в архіпелазі Галапагоських островів.